# ドニー・イェン
ドニー・イェン（簡: 甄子丹、英: Donnie Yen, 1963年7月27日 - ）は、香港の俳優、映画監督、映画プロデューサー、アクション監督、武術家、政治家。
前妻との間に1995年に生まれた長男・甄文焯（Jeff）を筆頭に、2003年に再婚した妻・汪詩詩との間に長女・甄済如（Jasmine）と次男・甄済嘉（James）の三児がいる。妹は女優クリス・イェン（甄子菁）。
拳法は『咏春拳』が代表的。
2023年3月〜第14回中国人民政治協商会議委員のメンバー入りを果たす。

## 来歴

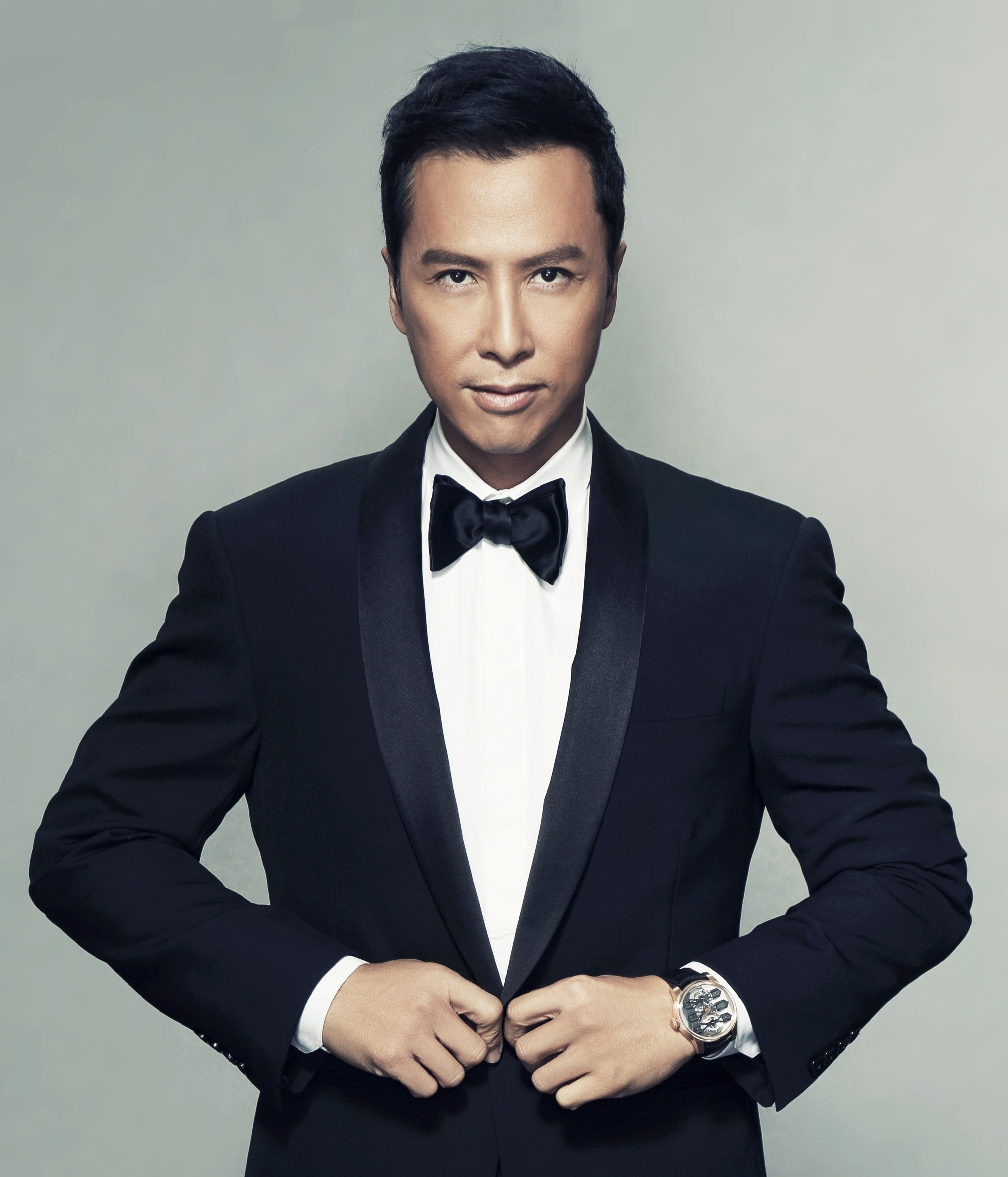
2018年2月

### 幼少から少年時代
1963年7月27日、中国広東省広州市に生まれ、2歳の時に香港に渡り、11歳の時にアメリカのボストンに移住した。母は「傅式太極拳」直系の弟子で、「中華武術研究所(Chinese Wushu Research Institute)」「麥寶嬋太極協會(Bow Sim Mark Tai Chi Arts Association)」創始者として知られる著名武術家・麦宝嬋（マク・ボウシム）、父は香港の新聞社・星島日報ボストン支局の編集員であった甄雲龍（クライスラー・イェン）。幼少の頃より父にピアノを、9歳からは母に武術を学んだ。
ボストン、チャイナタウンの映画館で功夫映画を観てはその動きをすぐに真似する子供で、特にブルース・リーをアイドル視していた。彼と同じ黒い中華服を着て自作のヌンチャクを持って学校に通った。
やがて多忙で不在がちな両親を尻目に不良少年となってしまい喧嘩三昧の日々を送っていたのを両親に心配され、
16歳の時にアメリカを離れて北京市業余体育学校（現：北京市什刹海体育運動学校）で2年近く武術を学ぶことになる。
この時の師兄（師匠が同じで入門の早い先輩）には同い年のジェット・リーがいたが、1980年5月に『少林寺』の撮影に入っていたジェットとは、ほとんど顔を合わせることはなかったという。
修学後、ボストンへ帰る途中で立ち寄った香港で映画監督の袁和平（ユエン・ウーピン）に紹介されスクリーンテストを受けている。帰国後は武術大会で優勝を獲得、武術雑誌“INSIDE KUNG-FU”にて、1982年度最優秀武術家（Martial Artist of the year）に選ばれるなどした。

### 映画界へ～乱高下の90年代
のちにウーピン監督から声がかかり『妖怪道士』という作品にスタントマンとして参加、1984年の『ドラゴン酔太極拳』で香港映画界にデビューする。しかし2作目の『情逢敵手（原題）』に主演した後は、ボストンに戻り母の武館の助手を務めた。
再び香港に渡ったのは3年後。その際には、演技を学ぶため無綫電視藝員訓練班（TVB俳優養成所）に加入。1988年から1991年にかけてTVBのテレビドラマに出演すると同時に『タイガー刑事』、『クライム・キーパー 香港捜査官』、『タイガー・コネクション』等の撮影を通し、ウーピン監督のもとでアクション俳優そしてアクション指導として経験を積むことになった。
1992年にはツイ・ハーク監督『ワンス・アポン・ア・タイム・イン・チャイナ 天地大乱』に、強敵の提督役で助演。映画の終盤で用いた武器「布棍」を考案し、
ジェット･リーとの激しいアクションの設計にも参加したという。
なおこの作品で香港電影金像奨（香港映画におけるアカデミー賞）の助演男優賞にノミネートされている。続く『ドラゴン・イン/新龍門客棧』でも敵の宦官役で助演したが、主演作の方はいずれも予算の少ない作品がほとんどであった。
そんななか1995年に、ひとつの転機が訪れる。子供の頃から熱狂的なブルース・リーのファンである彼はブルース・リーの『ドラゴン怒りの鉄拳』のリメイクTVドラマ『精武門』で主演。日本で発売された10枚組DVDBOX
の特典映像によるとドラマはアジア53もの国と地域で放映され22億人以上が視聴、ドニー・イェンの名は広く認知されることとなった。
やがて『ドラゴン危機一発'97』『ドニー・イェン COOL』などで映画制作、監督業にも進出。しかし折からのアジア通貨危機や香港映画界の縮小化、興行的失敗が重なり、一転、苦しい時期を迎えてしまう。その後しばらくは、俳優としてではなくドイツや日本でアクション監督に徹する機会が増えていった。

### 遅咲きの2000年代
2000年代に入り、ハリウッド作品『ハイランダー/最終戦士』や『ブレイド2』で一部アクション指導をするとともに出演。あわせて、8年越しで全米公開された『ワンス・アポン・ア・タイム・イン・チャイナ外伝/アイアンモンキー』が初登場6位にランクインしたことや、大陸の有名監督チャン・イーモウの『HERO』でジェット・リーと剣槍を交えたことは、その存在をもう一度認識させるきっかけとなった。
香港映画界に戻った彼は2003年の『ツインズ・エフェクト』に共同監督兼アクション監督として携わりヒットを飛ばし、台湾の金馬奨において最優秀アクション設計賞と香港金像奨で最優秀アクション設計賞を初受賞。
2005年にはウィルソン・イップ監督の『SPL/狼よ静かに死ね』で出演とアクション監督を兼任。警棒対ナイフの戦いや、新たにプロレス技関節技など総合格闘技の要素を取り入れ、映画サイトTwitch Film（現在はサイト名をScreen Anarchyに変更）創始者であるTodd Brownから「俳優、アクションコレオグラファー、そして武術家としてイェンの最高の仕事である」との評価を受けている。また英字香港映画専門サイトLoveHKFilmの創設者Ross Chenは、2000年代の香港映画TOP 50で11位に選出。「『インファナル・アフェア』と『グリーン・デスティニー』を除くどの作品より新しい香港映画ファンを開拓した」と評した
。この映画でドニー・イェンは第25回香港電影金像奨にて再びトロフィーを手にしている。
その後の2007年に公開された主演作『導火線 FLASH POINT』では、アクション監督として世界に先駆け本格的に総合格闘技を適合させ、公開前のインタビューで「将来MMAがアクション映画の主流になると考えたことはあるか」という問いに「成功した映画は新しいトレンドを生みだすものだ」と答えている。この作品は、香港台湾のアクション設計賞に加え、世界中のアクション専門家、プロのスタントマン、スタント団体に所属するメンバーによって投票されるアメリカの“Taurus World Stunt Awards”でもベスト・アクション賞 外国映画部門（BEST ACTION IN A FOREIGN FILM）を受賞した。

### 『イップ・マン』シリーズで「宇宙最強」に
2008年にはブルース・リーの師である葉問（イップ・マン）を描いた『イップ・マン 序章』がヒット。アクションだけでなくその演技力が認められて、香港電影金像奨の主演男優賞にノミネートされた。受賞は逃したが、同作は作品賞を獲得。翌年の作品賞受賞作『孫文の義士団』のエンディングロールにおいては、オールスターキャストの中で最初にクレジットされている。
続く2010年には『イップ・マン序章』の続編『イップ・マン 葉問』が前作を超えるヒットを記録、アジアにおけるトップスターの仲間入りを果たした。また多くの映画やCMなどに出演したことから2009年度より数回に渡って香港芸能界年収ランキングの1位に立ったと報じられ、いつの間にか「宇宙最強」というキャッチフレーズがつくとともに、そのアクションは、中国名が甄子丹であることから「甄功夫」と称されるようになった。
一時は多忙と身体への負担もあり「50歳になったら俳優業から引退する」とインタビューで話したものの、その後にそれを否定。49歳の誕生日には「僕は今年28歳だし」と笑顔で応対した。近年はボランティア活動や支援にも積極的に参加しており、同日のバースディ会見で妻汪詩詩と設立したオンライン・ボランティア・プラットフォーム“go.asia”を発表、その意義と喜びを語る姿が伝えられている。
ビジネス面では2013年3月に香港の大手メディアグループであるメディア・アジア・グループ（寰亜総芸集団）と組み自らの制作会社「超級英雄電影公司（Super Hero Films）」を立ちあげ、出演はもちろんのこと、自らの経験を若い映画人に引き継ぎたいとアクション映画製作に意欲を見せた。またこの年に行われた中国の女性ジャーナリスト・楊瀾（ヤン・ラン）との独占インタビューで、2009年に米国籍から離脱したことを明らかにしている。
2014年には春節（旧正月）映画として公開されたオールスター3Dファミリー映画『モンキー・マジック 孫悟空誕生』で孫悟空に扮し、「公開初日の興業収入」「1日あたりの興業収入」「元旦に最も稼いだ映画」で当時の記録を更新。中国国内だけで200億円の興行収入をあげる大ヒットとなった。同年公開の主演功夫（カンフー）映画『カンフー・ジャングル』においては、アクション監督として香港電影金像奨で4度目の最優秀アクション設計賞を受賞。

### さらなる広がり
翌2015年は、ヒット作イップ・マンシリーズの第3弾である『イップ・マン 継承』がクリスマス・イブに公開。香港ではわずか8日間で2015年香港映画年間興行収入第2位を売上げるスタートを切り、歴代華語映画興収記録においても総合4位にランクイン。その他の国でも記録を更新するメガヒットとなった。自身の代表作となったこの映画への思い入れは深く、「功夫映画と武侠映画は異なるし、現代アクションについてはまだアイディアがたくさんある」としたうえで、「イップ・マン以上の役は想像もつかないので、これを僕の最後の功夫映画にしたい」と語っている。
2016年には『グリーン・デスティニー』の続編『Crouching Tiger Hidden Dragon: ソード・オブ・デスティニー』に出演。本作は制作したネットフリックスからオリジナルコンテンツとして世界同時にストリーミング配信された。
続いてチアルート・イムウェ役として参加したスター・ウォーズシリーズの実写スピンオフである『ローグ・ワン/スター・ウォーズ・ストーリー』が12月に公開。それに先駆けた2016年11月30日にはアメリカハリウッドにあるチャイニーズ・シアターに手形・足形を残し、セレモニーではルーカスフィルム社長のキャスリーン・ケネディが祝辞を述べ、ウォルト・ディズニー・スタジオの会長アラン・F・ホルン、社長アラン・バーグマンも出席した。
また、2017年2月に日本公開したヴィン・ディーゼル主演『トリプルX』の続編にあたる『トリプルX:再起動』にも出演。2018年5月には新たに制作会社「超級子彈影業（Super Bullet Pictures）を創立した。

## 谷垣健治との協働
日本のアクション監督谷垣健治とは、95年のTVドラマ『精武門』で谷垣がスタントマンとして現場についた時から共同作業が始まった。以来谷垣はドニー・イェンがアクション監督を担当するドラマや映画の多くに日本人スタントチームを率いてアクション指導として参加、ドニーアクションを多方面から支える人物のひとりである。
彼は「映画に関して教えてくれたのはやっぱりドニー。僕の思想とか映画の作り方とか9割ぐらいはドニーから教わった感じがしますよね」と2012年11月16日23:00～23:50に放送されたNHKBSの番組『地球テレビ エル・ムンド』にて語り、一方のドニーもアクション監督を務めた釈由美子主演『修羅雪姫』特別プレミアム版DVD
の特典映像インタビューで、長年にわたり自分を信じバックアップしてくれた「KENJI TANIGAKI-SAN」に感謝を捧げ、「僕の知識を彼に受け継いで欲しい、彼なら将来日本で屈指のアクション監督になれるはず、世界的な活躍も期待できる」と言葉を残している。
ほかにも、幾度となく撮影を共にした下村勇二や大内貴仁 、吉田浩之など、日本や世界の第一線で活躍するアクション監督、スタントコーディネーター、スタントマンで影響を受けた日本人は数多い。
またドニー・イェンがアクション監督をつとめる際のアクションチームには日本のほかに香港中国アメリカ、シンガポールなど多国籍なメンバーが集まり、固定、流動的メンバーに関わらず彼等は「甄家班（イェン・アクションチーム）」と呼ばれる。彼はその中でも最古参であり、ドニーが自ら主演する「燃えよデブゴン TOKYO MISSION（原題：肥龍過江）」（2020年）で監督を谷垣に任せた（詳しい経緯は該当作品項目の「エピソード」を参照）。

## ドニー・イェンとハリウッド
1999年から2000年にかけ、ユエン・ウーピンがアクション指導を務めた『マトリックス』シリーズや『グリーン・デスティニー』がアメリカでヒットしたこともあり、クエンティン・タランティーノ監督がミラマックスに推薦した事で、『ワンス・アポン・ア・タイム・イン・チャイナ外伝/アイアンモンキー』（1993年作）の全米公開が実現
。2001年10月12日に“Iron Monkey”として1,225館で公開され、初登場でボックスオフィスの6位にランクインした
。この公開準備期間中にミラマックスと契約を交わしたドニーは初めてのハリウッド作品『ハイランダー/最終戦士』に出演している。
その後のギレルモ・デル・トロ監督、ウェズリー・スナイプス主演の『ブレイド2』でのスノーマン役は、一部アクション指導として参加する予定だったところを、請われて急遽決まったものであった。そのスノーマンの最期が曖昧になってしまったことについては、監督のデル・トロが「ドニーの次の仕事が決まっていてとにかく時間がなかった」と『ブレイド2』ブルーレイ版スチールブック仕様
に収録されたコメンタリーで話している。
この作品の現場と担当したアクションの仕上がりについてドニー・イェンは、カメラアングルをはじめ撮影のコントロールやシーン編集までの一切を取り仕切る香港での職責とあまりにも違う当時のハリウッドシステムに落胆し、動作設計がカメラの不慣れさや編集で壊されてしまったといい「この映画を見ると、とてつもなくアマチュアの人がプロの創ったものを処理しているという感じがする。残念だ」と著書に記した。
その後も、両者の違いについては事あるごとに語っている
。
同時期に撮影したジャッキー・チェン主演の『シャンハイ・ナイト』にゲスト出演して以降香港に戻った彼は、ハリウッドからの出演依頼を辞退し、2012年にはヒットシリーズ『エクスペンダブルズ2』のオファーを断わったことが報道されている。
しかし2013年には、“Iron Monkey”公開以来親交のあった元ミラマックスのハーヴェイ・ワインスタインからの熱心なラブコールに応え、『グリーン・デスティニー』の続編である『Crouching Tiger Hidden Dragon: ソード・オブ・デスティニー』への出演をカンヌ映画祭で発表。これを機にハリウッドの大手事務所「クリエイティヴ・アーティスツ・エージェンシー（Creative Artists Agency）」とも契約を交わした事が伝えられた。
そのことについては「ハリウッドに参戦するつもりはないよ。ここ（香港）で映画を快適に撮ってるし、僕の家はここにあるもの。定期的にオファーは届いてる、例えばエクスペンダブルズ1や2。それには感謝しているけれど、ただその他大勢の役のために3カ月費やしたくはないので丁重にお断りした。でもCAAは僕の所へやって来たんだ、世界最高のエージェンシーに手伝ってもらってもいいよね。それがLAに戻るということにはならないよ、だって、ここが僕のホームなんだから」と語った。
2015年8月にはスター・ウォーズシリーズの実写スピンオフである『ローグ・ワン/スター・ウォーズ・ストーリー』に出演することが発表された。その直後の雑誌の取材に対して、自身の出演作の多くに暴力シーンがあると前提し「そろそろ自分の子供たちに観せることのできる映画を撮ってもいい頃だ。スター・ウォーズはファミリー映画だし子供たちも気に入ると思う」と話した。また、別のインタビューでは「ハリウッド映画に出ることが僕の目標や考えている事ではない、ハリウッド作にも良くない作品はあるよね」と答え、将来香港とハリウッドとはコラボレーションできるだろう、それでよりよい作品を生み出せると語っている。
2023年の第95回米国アカデミー賞授賞式でプレゼンターを務めることについて、ドニー・イェンが香港で2019年に巻き起こった民主化運動を「あれは抗議ではなく暴動だった」とGQに語ったことや中国共産党との関係を理由に降板を求める運動が巻き起こり、8万4000を超える署名が集まった。

## 一部ネットで伝えられた誤報
2010年9月20日、沖縄県・尖閣諸島（中国名・釣魚島）の領有権をめぐり日中関係の緊張が高まっているなか、ブルース・リーの『ドラゴン怒りの鉄拳』にオマージュを捧げた続編的映画『レジェンド・オブ・フィスト 怒りの鉄拳』の香港プレミア試写会が行われた。そこに香港での仕事を終えた藤原紀香がサプライズ登場し華を添え、映画を鑑賞。その後『香港メディアが伝えたところによると、日本の人気女優藤原紀香に直接「釣魚島（尖閣諸島）は中国領だ」と述べた』というニュースが日本で配信された。
しかしその日本の記事ではニュースの出典メディアが明記されていないうえ、実際には藤原のいない場で、彼女の突然の登場について「バツが悪いか」と聞かれたドニーが「みんな役者なんだし、バツは悪くないよ」と答え、「あの島は僕らのモノだよ、（この映画で共演したスー・チーに）君は劇中で日本語セリフをしゃべっていて日本語ができるんだから、彼女にそう言ってやれよ（それは政治的な意味かと突っ込む記者に）南丫島（ラマ島、香港の離島）のことだよ、歴史は歴史真実は真実さ」と笑って話したと試写会翌日の9月21日多くの香港中国のマスコミに報道されている。また同作品がアウト・オブ・コンペとして上映された第67回ヴェネツィア国際映画祭の記者会見では「これはエンターティメントです、政治ニュースを忘れて観て欲しい」と強調した。
2011年4月1日には、香港で行われたジャッキー・チェンを中心に香港スターが集結した東日本大震災支援コンサート『愛は国境を越える　311チャリティーイベント（愛心無國界311燭光晚會）』に参加。日本に対し通訳を交えながらも、最後にはドニー自身が日本語で「頑張って下さい」と励ましの言葉を送っている。

## 出演作品
※アクションを設計する役割の表記に関しては様々な名称があるが時代や作品によって統一性に欠けるため、このフィルモグラフィーではアクション指導とアクション監督に分けて表すこととする。なお本編クレジットに名前があったもののみ明記したが、著書や多くのインタビュー記事によると『タイガー刑事』以降、少なくとも自身のアクションシーンについては大部分を自分で動きを設計、またはアイディアを出している。

### 映画
| 年   | 題名 | 役名                                                                    | 備考 |
| ---- | --- | ----------------------------------------------------------------------- | --- |
| 1984 | ドラゴン酔太極拳 笑太極 | チェン・ドウ 陳村種                                                     | 日本のTV初放映時の邦題『女デブゴン・強烈無敵の体潰し!!』 日本語吹き替え：古川登志夫 本作の日本版（TV版・VHSビデオ版）の名義は「甄子丹」の広東語音カタカナ転記の「ヤン・チータン」となっている。 |
| 1985 | 情逢敵手 | Eddie                                                                   | |
| 1988 | タイガー刑事 特警屠龍 | テリー 泰利                                                             | 出演・アクション指導 |
| 1989 | クライム・キーパー 香港捜査官 皇家師姐IV直擊證人                                                                              | ドニー Donny                                                            | |
| 1990 | タイガー・コネクション 洗黑錢                                                                                                 | ドラゴン・ヤウ 遊龍                                                     | 出演・アクション指導 |
| 1991 | ドラゴン・バーニング 怒火威龍                                                                                                 | チー・ラン 志良                                                         | |
| 1991 | 邪神拳 魔唇劫 | シャン・チン・フェイ 商劍飛教授                                         | |
| 1992 | ワンス・アポン・ア・タイム・イン・チャイナ 天地大乱 黄飛鴻之二：男兒當自強                                                    | ラン提督 納蘭元述                                                       | 劇場公開邦題『ワンス・アポン・ア・タイム 天地大乱』 日本語吹き替え：大塚芳忠 |
| 1992 | ドラゴン・イン/新龍門客棧 新龍門客棧                                                                                          | 宦官ツァオ 曹少欽                                                       | 日本語吹き替え：速水奨 |
| 1992 | 獵豹行動 | Ronald                                                                  | |
| 1993 | 新流星蝴蝶剣 新流星蝴蝶劍 | イプ 葉翔                                                               | |
| 1993 | ワンス・アポン・ア・タイム・イン・チャイナ外伝/アイアンモンキー 少年黄飛鴻之鐵馬騮                                            | ウォン・ケイイン（黄麒英） 黄麒英                                       | 日本語吹き替え：大塚芳忠 |
| 1993 | ワンス・アポン・ア・タイム・イン・チャイナ/天地雷鳴 蘇乞兒                                                                    | チャン（蘇乞兒） 蘇乞兒                                                 | |
| 1994 | レディ・ファイター 詠春拳伝説（VHS邦題） 詠春                                                                                 | リョウ・パクト 梁博滔                                                   | DVD邦題『詠春拳』 出演・アクション指導 |
| 1994 | 幻影拳 ザ・マジック・カンフー 馬戲小子                                                                                        | トン 唐發                                                               | ゲスト出演 |
| 1995 | ドラゴン電光石火'98 亞洲警察之高壓線                                                                                          | チャン 蔣浩華                                                           | 出演・アクション監督 日本語吹き替え：大塚芳忠 |
| 1996 | ワンス・アポン・ア・タイム・イン・チャイナ外伝/アイアンモンキーグレート 街頭殺手                                              | アイアンモンキー 鐵猴子                                                 | ゲスト出演 |
| 1996 | 666魔鬼復活 | 巫鐵男                                                                  | 出演・アクション監督 |
| 1997 | 黑玫瑰義結金蘭 | 拳館館主                                                                | カメオ出演、アクションなし |
| 1997 | ドラゴン危機一発'97 戰狼傳説                                                                                                  | ファン・マンヒン 馮文軒                                                 | 監督・出演・脚本・アクション監督・製作総指揮 日本語吹き替え：大塚芳忠 |
| 1998 | 新・ドラゴン危機一発 新唐山大兄                                                                                               | トンサン 唐山                                                           | 監督・出演・アクション監督 |
| 1998 | ドニー・イェン COOL 殺殺人，跳跳舞                                                                                            | キャット・リー Cat Lee                                                  | 監督・出演・アクション監督・製作総指揮 日本語吹き替え：大塚芳忠 |
| 1998 | ヒート HEAT 黑色城市 | ダン 林丹                                                               | ゲスト出演 |
| 2000 | ハイランダー/最終戦士 Highlander: Endgame                                                                                     | ジン・ケー（荊軻） Jin Ke                                               | ゲスト出演・アクション指導（自身のパートのみアクションコレオグラファー） 日本語吹き替え：二又一成                                                                                               |
| 2002 | HERO 英雄 | チャンコン 長空                                                         | 日本語吹き替え：木下浩之 |
| 2002 | ブレイド2 Blade II | スノーマン Snowman                                                      | ゲスト出演・アクション指導の1人 日本語吹き替え：三宅健太（ソフト版）、桐本琢也（テレビ東京版）                                                                                                  |
| 2003 | シャンハイ・ナイト Shanghai Knights                                                                                           | ウー・チョウ Wu Chow                                                    | ゲスト出演 日本語吹き替え：堀内賢雄 |
| 2004 | 戀情告急 | Victor                                                                  | ゲスト出演・アクションなし |
| 2004 | 花都大戦 ツインズ・エフェクトII 千機變II之花都大戰                                                                            | ジェネラル・ローン 臥虎藏龍                                             | ゲスト出演 日本語吹き替え：風間秀郎 |
| 2005 | セブンソード 七劍 | チュウ・チャオナン 楚昭南                                               | 日本語吹き替え：山野井仁 |
| 2005 | SPL/狼よ静かに死ね 殺破狼 | マー 馬軍                                                               | 出演・アクション監督 日本語吹き替え：東地宏樹 |
| 2006 | かちこみ!ドラゴン・タイガー・ゲート 龍虎門                                                                                    | ドラゴン・ウォン 王小龍                                                 | 出演・アクション監督 日本語吹き替え：小杉十郎太 |
| 2007 | 導火線 FLASH POINT 導火綫 | マー 馬軍                                                               | プロデューサー・出演・アクション監督 日本語吹き替え：大塚芳忠 |
| 2008 | エンプレス/運命の戦い 江山美人                                                                                                | 雪虎 雪虎將軍                                                           | 日本語吹き替え：加藤亮夫 |
| 2008 | 画皮 あやかしの恋 畫皮 | パン・ヨン 龐勇                                                         | 日本語吹き替え：てらそままさき |
| 2008 | イップ・マン 序章 葉問 | イップ・マン 葉問                                                       | 日本語吹き替え：大塚芳忠 |
| 2009 | 家有囍事2009 | 甄子丹                                                                  | カメオ出演、アクションなし |
| 2009 | 建国大業 | 田漢                                                                    | カメオ出演、アクションなし 第22回東京国際映画祭（2009年）にて上映（日本未公開） |
| 2009 | 孫文の義士団 十月圍城 | シェン・チョンヤン 沈重陽                                               | 出演・アクション監督（ノンクレジット・自身のパートのみ担当） 日本語吹き替え：東地宏樹 |
| 2010 | イップ・マン 葉問 葉問2 | イップ・マン 葉問                                                       | 日本語吹き替え：大塚芳忠 |
| 2010 | レジェンド・オブ・フィスト 怒りの鉄拳 精武風雲・陳真                                                                          | チェン・ジェン 陳真                                                     | 出演・アクション監督 日本語吹き替え：矢野正明 |
| 2010 | 処刑剣 14BLADES 錦衣衛 | チン・ロン 青龍                                                         | |
| 2011 | 最強囍事 | 鄭宇強                                                                  | アクションなし |
| 2011 | 三国志英傑伝 関羽 關雲長 | 関羽 關雲長 / 關羽                                                      | DVD邦題『KAN-WOO/関羽 三国志英傑伝』 出演・アクション監督 日本語吹き替え：津田健次郎 |
| 2011 | 捜査官X 武俠 | リュウ・ジンシー / タン・ロン 劉金喜/唐龍                               | 出演・アクション監督 日本語吹き替え：大川透 |
| 2012 | All's Well End's Well 2012 八星抱喜                                                                                           | 譚冠榮                                                                  | アクションなし 第4回沖縄国際映画祭（2012年）にて上映（日本未公開） |
| 2013 | 在一起 | 陳國華（Mr.Cool）                                                       | アクションなし |
| 2013 | スペシャルID 特殊身分 特殊身份                                                                                                | チェン・チーロン 陳子龍                                                 | プロデューサー・出演・アクション監督 日本語吹き替え：大塚芳忠 |
| 2014 | モンキー・マジック 孫悟空誕生 西遊記之大鬧天宮                                                                                | 孫悟空                                                                  | 出演・アクション監督 日本語吹き替え：大塚芳忠 |
| 2014 | 金雞SSS | 葉師傅                                                                  | カメオ出演、アクションなし |
| 2014 | アイスマン 冰封俠 重生之門 | ホー・イン 賀英                                                         | DVD邦題『アイスマン 超空の戦士』 プロデューサー・出演・アクション監督 日本語吹き替え：堀内賢雄                                                                                                  |
| 2014 | カンフー・ジャングル 一個人的武林                                                                                             | ハーハウ・モウ 夏侯武                                                   | 出演・アクション監督 日本語吹き替え：大塚芳忠 |
| 2015 | 夜の珍客 浮華宴 | 4人男團（一人分飾四角）                                                 | Netflixにて配信 カメオ出演、アクションなし 神探驾到（大陸タイトル） |
| 2015 | イップ・マン 継承 葉問3 | イップ・マン 葉問                                                       | 出演・アクション指導（ノンクレジット・タイソンとのパートのみアクションコレオグラファー） 日本語吹き替え：大塚芳忠                                                                               |
| 2016 | Crouching Tiger Hidden Dragon: ソード・オブ・デスティニー Crouching Tiger, Hidden Dragon II: Green Destiny 臥虎藏龍：青冥寶劍 | サイレントウルフ / メン・スージョウ Silent Wolf/Meng Sizhao 獨狼/孟思昭 | 香港で2月18日、中国大陸で2月19日に劇場公開 それ以外の多くの国および日本ではネットフリックスでオリジナルコンテンツとして配信 日本語吹き替え：大塚芳忠                                            |
| 2016 | ローグ・ワン/スター・ウォーズ・ストーリー Rogue One: A Star Wars Story                                                        | チアルート・イムウェ Chirrut Imwe                                       | 出演・アクション指導（ノンクレジット・自身のパートのみアクションコレオグラファー） 日本語吹き替え：根本泰彦                                                                                     |
| 2017 | トリプルX:再起動 xXx 3:THE RETURN OF XANDER CAGE                                                                              | ジャン Xiang                                                            | 出演・アクション指導（ノンクレジット・自身のパートのみアクションコレオグラファー） 日本語吹き替え：大塚芳忠                                                                                     |
| 2017 | 追龍 | ン・サイホウ 伍世豪                                                     | プロデューサー・出演・アクション監督 日本語吹き替え：大塚芳忠 |
| 2018 | スーパーティーチャー 熱血格闘 大師兄                                                                                          | チャン・ハップ 陳俠                                                     | プロデューサー・出演 日本語吹き替え：大塚芳忠 |
| 2018 | アイスマン 宇宙最速の戦士 冰封俠：時空行者                                                                                    | ホー・イン 賀英                                                         | 日本語吹き替え：大塚芳忠 |
| 2019 | イップ・マン 完結 葉問4: 完結篇                                                                                               | イップ・マン 葉問                                                       | プロデューサー・出演 日本語吹き替え：大塚芳忠 |
| 2020 | 燃えよデブゴン TOKYO MISSION 肥龍過江                                                                                         | チュウ・フクロン 朱福龍                                                 | プロデューサー・出演 日本語吹き替え：大塚芳忠 |
| 2020 | ムーラン Mulan | タン司令官 Commander Tung                                               | ディズニーの長編アニメ映画『ムーラン』の実写版 Disney+での配信のみ。 日本語吹き替え：井上和彦                                                                                                   |
| 2021 | レイジング・ファイア 怒火 | ボン(邦) 張崇邦                                                         | プロデューサー・出演 日本語吹き替え：大塚芳忠 |
| 2021 | カンフースタントマン 龍虎武師 龍虎武師                                                                                        |                                                                         | ドキュメンタリー映画 |
| 2022 | 倚天屠龍記之九陽神功 | 張三丰                                                                  | |
| 2023 | シャクラ 天龍八部之喬峯傳 | 喬峯                                                                    | 監督・プロデューサー・出演 日本語吹き替え：大塚芳忠 |
| 2023 | ジョン・ウィック:コンセクエンス John Wick: Chapter 4                                                                          | ケイン                                                                  | 日本語吹き替え：大塚芳忠 |
| 2024 | プロセキューター The Prosecutor                                                                                               | フォク                                                                  | 監督・出演 |
| TBA  | Caine | ケイン                                                                  | 監督・出演 |

### TVドラマ
| 年   | 題名                             | 役名                          | テレビ局               | 備考 |
| ---- | -------------------------------- | ----------------------------- | ---------------------- | --- |
| 1988 | ラスト・コンフリクト 刑警本色    | ディクソン Dickson            | 無綫電視               | 1話完結 |
| 1988 | 無冕急先鋒                       | 謝國棟                        | 無綫電視               | 全20話 |
| 1989 | 飛虎群英                         | 張皓南                        | 無綫電視               | 全15話 |
| 1991 | 命運迷宮                         | 莊家俊                        | 無綫電視               | 全15話 |
| 1991 | 幹探群英                         | 王偉碩                        | 無綫電視               | 全13話 |
| 1994 | クンフー・マスター 洪熙官 洪熙官 | ハン・カーロ（洪熙官） 洪熙官 | 亜洲電視               | 全30話 出演・主題歌・アクション監督 日本でリリースされたDVDは30話の中から1話～5話までのダイジェスト版 日本語吹き替え：川島得愛 |
| 1995 | 精武門                           | チェン・ジェン 陳真           | 亜洲電視               | 全30話 出演・主題歌・アクション監督 ダイジェスト版と30話収録のDVDBOXの二種類がリリース                                         |
| 2017 | 功守道                           | 甄師父                        | 中国Youku にて独占配信 | アリババのCEOであるジャック・マー制作。 23分のネット短編作。                                                                   |

### CM
| 年   | 商品                                                        | 企業                             |
| ---- | ----------------------------------------------------------- | -------------------------------- |
| 2005 | 欧喜门 OHSMEN（アパレルブランド）                           | 欧喜门(国际)服装集团公司         |
| 2005 | 雷洛运动鞋（スニーカー）                                    | 泉州新豪鞋业有限公司             |
| 2005 | 剑侠情缘网络版2（オンライン・ゲーム）                       | 金山软件股份有限公司             |
| 2006 | DUSEN渡森（アパレルブランド、2006年～2012年）               | 渡森服饰有限公司                 |
| 2007 | 超威电池（バッテリー、2007年～）                            | 浙江超威动力能源有限公司         |
| 2008 | 香港アサヒスーパードライ                                    | アサヒビール                     |
| 2008 | 蓝古威服装（ジーンズ）                                      | 广州市骐歆商贸有限公司           |
| 2008 | 補腎安神口服液（内服液）                                    | 吉林紫鑫药业股份有限公司         |
| 2009 | 中国紅十字基金会                                            | 公益広告                         |
| 2010 | 霸王凉茶（ドリンク、2010年～2012年）                        | 霸王（中国）饮料有限公司         |
| 2010 | 健将男士内裤（男性用アンダーウェア、2010年～）              | 广东金龙健将制衣有限公司         |
| 2010 | 兔巴哥爱元气膳食粥（カップ粥、2010年～）                    | 山东兔巴哥集团有限公司           |
| 2010 | P&G 海倫仙度絲（シャンプー、2010年～2012年）                | Procter & Gamble                 |
| 2010 | 大唐无双（オンライン・ゲーム、2010年～2012年）              | 网易公司                         |
| 2010 | Jacob & Co（腕時計）                                        | Jacob & Co                       |
| 2011 | 中国国家形象片-人物篇                                       | 公益広告                         |
| 2011 | 复方阿胶浆（内服液）                                        | 山东东阿阿胶健康连锁管理有限公司 |
| 2011 | 芬必得（薬品）                                              | 中美天津史克制药有限公司         |
| 2011 | 公牛插座（マルチタップ）                                    | 公牛集团                         |
| 2012 | 冷蔵庫と空気清浄機、アクオス他（2012年～2015年）            | 中国シャープ                     |
| 2012 | Enercal Plus 倍力加40＋（健康飲料パウダー）                 | Wyeth                            |
| 2012 | idong 爱动（家庭用ゲーム機、2012年～2014年）                | idong 爱动                       |
| 2012 | 白酒                                                        | 吉林省东北坊酒业有限公司         |
| 2012 | 立马电动车（スクーター、2012年～2016年）                    | 立马车业集团有限公司             |
| 2013 | 香港ダービー（アンバサダー、2013～）                        | 香港賽馬會                       |
| 2015 | SINOMAX（マットレス）※CM監督 谷垣健治                       | Sinomax Life香港                 |
| 2016 | シンガポール リゾート・ワールド・セントーサ（アンバサダー） | Resorts Wo                       |
| 2017 | 决战武林（ゲーム・アプリ）                                  | 西游网                           |
| 2018 | For a life full of life (繪出卓越人生)                      | HSBC Hong Kong (滙豐卓越理財)    |
| 2018 | COD Macau （マカオ リゾートホテル）                         | City of Dreams (新濠天地)        |
| 2019 | 贪玩蓝月（ゲーム・アプリ）                                  | 贪玩游戏                         |
| 2019 | Enough Plastic                                              | EcoDrive HK                      |
| 2019 | 壹家壹品家具                                                | EJE (Hong Kong) Holdings Ltd.    |
| 2019 | エア フォース 1「Royale University Blue Silk」              | NIKE × CLOT                      |

## 出演以外の作品

### 映画
| 年   | 題名                                                                     | 役割                     | 出演者                                           |
| ---- | ------------------------------------------------------------------------ | ------------------------ | ------------------------------------------------ |
| 1982 | 妖怪道士 天師撞邪                                                        | スタント                 | サイモン・ユエンJr.、ユエン・シュンイー          |
| 1999 | もういちど逢いたくて/星月童話 星月童話                                   | アクション監督           | レスリー・チャン、常盤貴子                       |
| 2001 | 修羅雪姫                                                                 | アクション監督           | 釈由美子、伊藤英明                               |
| 2003 | ツインズ・エフェクト 千機變                                              | 共同監督・アクション監督 | ジリアン・チョン、シャーリーン・チョイ           |
| 2004 | ツインローズ 見習黑玫瑰                                                  | 共同監督・アクション監督 | ジリアン・チョン、シャーリーン・チョイ           |
| 2006 | アレックス・ライダー Stormbreaker aka Alex Rider: Operation Stormbreaker | アクション指導の1人      | アレックス・ペティファー、ミッキー・ローク       |
| 2018 | イップ・マン外伝 マスターZ 葉問外傳：張天志                              | プロデューサー           | マックス・チャン、ミシェル・ヨー、トニー・ジャー |

### TVドラマ
| 放送年    | 邦題 原題                                         | 局  | 役割           | 出演                             | 備考                                                   |
| --------- | ------------------------------------------------- | --- | -------------- | -------------------------------- | ------------------------------------------------------ |
| 1999-2000 | THE PUMA ザ・ピューマ Der Puma - Kampfer mit Herz | RTL | アクション監督 | ミッキー・ハート、マリア・ペッツ | ドイツ連続ドラマ、全9話 日本で発売されたDVDはその第1話 |

### その他
| 年   | タイトル | 役割                                                                             |
| ---- | --- | -------------------------------------------------------------------------------- |
| 2002 | アート・オブ・アクション マーシャル・アーツ・フィルムの変遷 The Art of Action: Martial Arts in Motion Picture | ドキュメンタリー、コメント                                                       |
| 2004 | 鬼武者3 （PlayStation 2用ゲーム）                                                                             | オープニングムービー・アクション監督                                             |
| 2006 | 生死陣（粤語版タイトル）曙光（國語版タイトル） / Soler                                                        | 『かちこみ!ドラゴン・タイガー・ゲート』イメージソング プロモーションビデオ・監督 |
| 2009 | ブルース・リー チェンジ・ザ・ワールド How Bruce Lee Changed the World on History Channel Documentary          | ドキュメンタリー、コメント                                                       |
| 2016 | 保護國際基金會：大自然在說話第二季 Conservation International：Nature Is Speaking                             | ドキュメンタリー、「珊瑚礁」ナレーション                                         |

## 主な受賞歴
| 年   | タイトル                                                        | 賞                                                                              | 部門                                                            | 結果       |
| ---- | --------------------------------------------------------------- | ------------------------------------------------------------------------------- | --------------------------------------------------------------- | ---------- |
| 1993 | ワンス・アポン・ア・タイム・イン・チャイナ 天地大乱             | 第12回香港電影金像奨                                                            | 最佳男配角 （助演男優賞）                                       | ノミネート |
| 1999 | ドニー・イェン COOL                                             | 第10回ゆうばり国際ファンタスティック映画祭                                      | ヤング・ファンタスティック・グランプリ                          | ノミネート |
| 2002 | ワンス・アポン・ア・タイム・イン・チャイナ外伝/アイアンモンキー | 第2回TAURUS WORLD STUNT AWARDS(US) トーラス・ワールド・スタント・アワード（米） | BEST FIGHT （ベスト・ファイト）                                 | ノミネート |
| 2003 | ツインズ・エフェクト                                            | 第40回金馬奨                                                                    | 最佳動作設計 （最優秀アクション設計）                           | 受賞       |
| 2004 | ツインズ・エフェクト                                            | 第23回香港電影金像奨                                                            | 最佳動作設計                                                    | 受賞       |
| 2006 | SPL/狼よ静かに死ね                                              | 第25回香港電影金像奨                                                            | 最佳動作設計                                                    | 受賞       |
| 2006 | かちこみ!ドラゴン・タイガー・ゲート                             | 第43回金馬奨                                                                    | 最佳動作設計                                                    | ノミネート |
| 2007 | かちこみ!ドラゴン・タイガー・ゲート                             | 第26回香港電影金像奨                                                            | 最佳動作設計                                                    | ノミネート |
| 2007 | かちこみ!ドラゴン・タイガー・ゲート                             | 第12回香港金紫荊奨                                                              | 最佳動作指導                                                    | 受賞       |
| 2007 | 導火線 FLASH POINT                                              | 第44回金馬奨                                                                    | 最佳動作設計                                                    | 受賞       |
| 2008 | 導火線 FLASH POINT                                              | 第27回香港電影金像奨                                                            | 最佳動作設計                                                    | 受賞       |
| 2008 | 導火線 FLASH POINT                                              | 第7回TAURUS WORLD STUNT AWARDS(US) トーラス・ワールド・スタント・アワード（米） | BEST ACTION IN A FOREIGN FILM (ベスト・アクション 外国映画部門) | 受賞       |
| 2009 | イップ・マン 序章                                               | 第16回北京大学生映画祭                                                          | 最優秀俳優（主演男優賞）                                        | 受賞       |
| 2009 | イップ・マン 序章                                               | 第13回華表獎                                                                    | 優秀境外華裔男演員                                              | 受賞       |
| 2009 | イップ・マン 序章                                               | 第28回香港電影金像奨                                                            | 最佳男主角(主演男優賞)                                          | ノミネート |
| 2009 | イップ・マン 序章                                               | 第2回上海電影節鉄象奨                                                           | 最佳男主角                                                      | 受賞       |
| 2010 | 孫文の義士団                                                    | 第30回大众电影百花奖                                                            | 最佳男主角                                                      | ノミネート |
| 2011 | イップ・マン 葉問                                               | 華鼎獎 第5屆中國電影滿意度調查發布盛典                                          | 華語電影最佳男主角                                              | 受賞       |
| 2011 | レジェンド・オブ・フィスト 怒りの鉄拳                           | 第30回香港電影金像奨                                                            | 最佳動作設計                                                    | ノミネート |
| 2011 | 三国志英傑伝 関羽                                               | 第4回The International Filmmaker Film Festival（UK）                            | Best Actor In Leading Role （主演男優賞）                       | 受賞       |
| 2011 | 捜査官X                                                         | 第48回金馬奨                                                                    | 最佳動作設計                                                    | 受賞       |
| 2011 | 三国志英傑伝 関羽                                               | 第3回MTM澳門國際電影節                                                          | 最佳男主角                                                      | 受賞       |
| 2012 | 捜査官X                                                         | 第31回香港電影金像奨                                                            | 最佳動作設計                                                    | ノミネート |
| 2012 | 捜査官X                                                         | 第1回幕后英雄盛典 HAMILTON BEHIND THE CAMERA AWARDS CHINA                       | 最佳動作指導                                                    | 受賞       |
| 2014 | スペシャルID 特殊身分                                           | 第33回香港電影金像奨                                                            | 最佳動作設計                                                    | ノミネート |
| 2014 | ドニー・イェン                                                  | 第8回アジア・フィルム・アワード                                                 | Asian Outstanding Actor （アジア優秀俳優）                      | 受賞       |
| 2014 | カンフー・ジャングル                                            | 第51回金馬奨                                                                    | 最佳動作設計                                                    | ノミネート |
| 2015 | モンキー・マジック 孫悟空誕生                                   | 第15回華鼎獎                                                                    | 中國電影最佳男演員                                              | 受賞       |
| 2015 | カンフー・ジャングル                                            | 第34回香港電影金像奨                                                            | 最佳動作設計                                                    | 受賞       |
| 2016 | イップ・マン 継承                                               | 第10回アジア・フィルム・アワード                                                | 主演男優賞                                                      | ノミネート |
| 2017 | ドニー・イェン                                                  | 第3回アセアン国際映画祭                                                         | The ASEAN Inspiration Award （名誉賞）                          | 受賞       |

## 日本語吹き替え
『ワンス・アポン・ア・タイム・イン・チャイナ 天地大乱』以降、大塚芳忠が専属（フィックス）に近い形で大半の作品を担当しており、『シャクラ』の日本版予告編ナレーションを担当した際には「ドニー・イェンの日本語吹替でお馴染みの声優」と評されるほどに定着している。
このほかにも、東地宏樹、堀内賢雄、川島得愛、速水奨、井上和彦、津田健次郎なども声を当てている。

## 書籍
- 『ドニー・イェン アクション・ブック』（翻訳：浦川とめ、監修：谷垣健治、キネマ旬報社 2005年 ISBN 978-4873762593）
- 『問・丹心』（2010年10月繁体中文 ISBN 978-9626729366/2011年簡体中文 ISBN 978-7539946115）
- 『甄功夫』（2011年7月 ISBN 978-9881544919）
- 『甄子丹．葉問電影回顧』（2019年12月，香港三聯書店 ISBN 978-9620445866）

### 関連書籍
- 『香港電影 燃えよ!!スタントマン』谷垣健治（1998年 小学館 ISBN 978-4093851039）
- 『アクション映画バカ一代』谷垣健治（2013年 洋泉社 ISBN 978-4800301024）